# Danh sách kế vị ngai vàng hoàng gia Thái Lan

Tương tự như các Hiến pháp kế vị trước đó của Thái Lan, theo Hiến pháp năm 1997 của Thái Lan việc kế vị sẽ bao gồm nam giới và nữ giới được xếp theo một thứ tự trong hàng kế vị ngai vàng theo chế độ ưu tiên nam giới hơn nữ giới. Việc bổ nhiệm người kế vị tiếp theo sẽ do Quốc vương đương nhiệm sắc phong trữ quân trong chính thời gian trị vì của họ. Kết hợp với Hiến pháp được sửa đổi vào năm 1974, đã chỉ ra nếu Quốc vương trong khoảng thời gian trì vị của họ vẫn chưa bổ nhiệm người kế vị tương lai thì Hội đồng Cơ mật Thái Lan có quyền chỉ định một người kế vị trong số các hậu duệ của Quốc vương là thành viên của Hoàng gia Thái Lan bao gồm cả Công chúa hay Hoàng tử là tân vương tiếp theo của nền quân chủ Thái Lan và quyền lợi này chỉ áp dụng cho các con của Quốc vương trước đó, không áp dụng cho các anh chị em họ hay cháu của Quốc vương. Ngai vàng chỉ có thể truyền cho những người khác trong hoàng gia ngoài các con của Quốc vương là trừ khi những hậu duệ của Quốc vương không còn phù hợp để kế vị hay họ không có hậu duệ nào khi qua đời.

## Danh sách kế vị ngai vàng

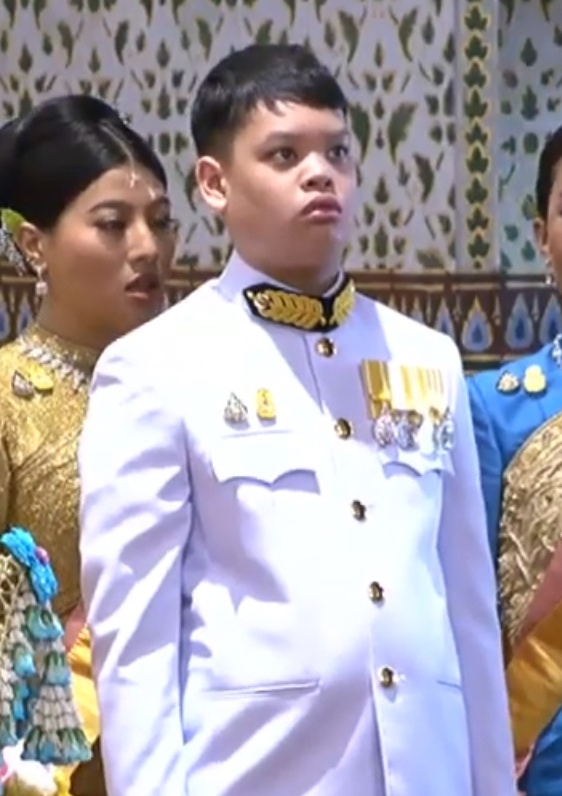
Hoàng tử Dipangkorn hiện đang dẫn đầu hàng kế vị Thái Lan, nhưng mẹ cậu là một thường dân nên vị trí cậu trong hàng kế vị hiện không được đảm bảo.

- -  Quốc vương Ananda Mahidol (1925–1946)
  -   Quốc vương Bhumibol Adulyadej (1927–2016)
    -  Quốc vương Vajiralongkorn (sinh 1952)
      - (1) Hoàng tử Dipangkorn Rasmijoti (sinh 2005)
      - (2)Công chúa Rajasarinisiribajra (sinh 1978)
      - (3) Công chúa Sirivannavari (sinh 1987)

    - (4) Sirindhorn, Công chúa Hoàng gia (sinh 1955)
    - (5) Công chúa Chulabhorn (sinh 1957)
      - (6) Công chúa Siribhachudabhorn (sinh 1982)
      - (7) Công chúa Aditayadornkitikhun (sinh 1984)

    - (8) Công chúa Ubol Ratana (sinh 1951)